# Ligustrum
La alheña o ligustro es el nombre común de las especies botánicas pertenecientes al género Ligustrum, el cual abarca cerca de 40-50 especies aceptadas - de las casi 180 descritas -  de arbustos y pequeños árboles perennifolios, semi-perennifolios o caducifolios. Nativo de Europa, norte de África, Asia, Australasia, con centro de diversidad en China, Himalaya, Japón, Taiwán. Pertenecen a la familia del olivo, las oleáceas.

## Etimología
Derivado latín del verbo lĭgo, āvi, ātum, āre (atar), por la flexibilidad de sus ramas jóvenes que servían para atar; aplicado ya por Plinio el Viejo (12,109; 24, 74).

## Descripción
Las flores son pequeñas y fragantes y terminan en panículos. Tienen  cuatro pétalos rizados y dos estambres altos con anteras amarillas o rojas, y entre ellos los pistilos bajos;  pétalos y estambres salen después que la flor es fertilizada, llevando el pistilo al tubo del cáliz. La floración arranca luego de 330 grados días. Los frutos, en grupos, son drupas pequeñas púrpuras a negras, venenosas para humanos, pero bien asimiladas por muchas aves. En condiciones favorables de crecimiento, un arbusto individual puede producir miles de frutos.
Algunas especies de este género representan un gran problema en Nueva Zelanda. De hecho, está prohibido la venta o el cultivo de plantas del género Ligustrum debido a los efectos de su polen en los asmáticos, ya que se ha demostrado que es un desencadenante de ataques de asma y eccemas en personas sensibles. Se puede contactar con las autoridades locales para eliminar algún ejemplar si se encuentra.
El ligustro es atacado por las larvas de algunas especies de lepidópteros (polillas), entre ellas: Hemithea aestivaria, Chloroclysta truncata, Amphipyra pyramidea, Ectropis crepuscularia, Alcis repandata, Odontopera bidentata, Euplexia lucipara, Chloroclystis v-ata,  Peribatodes rhomboidaria.

## Especies aceptadas
- Ligustrum angustum - China.
- Ligustrum australianum
- Ligustrum alba
- Ligustrum compactum - Himalaya, sudoeste de China.
- Ligustrum confusum - Himalaya, colinas de Khasi.
- Ligustrum cumingianum
- Ligustrum delavayanum - Sudoeste de China y Birmania.
- Ligustrum expansum - China.
- Ligustrum gamblei
- Ligustrum glomeratum
- Ligustrum gracile - China.
- Ligustrum henryi - China central.
- Ligustrum ibota - Japón.
- Ligustrum indicum - Himalaya, Indochina
- Ligustrum japonicum - Japón, Corea.
- Ligustrum leucanthum - China.
- Ligustrum lianum - China.
- Ligustrum lindleyi
- Ligustrum liukiuense - Taiwán.
- Ligustrum lucidum (ligustro chino) - China, Japón, Corea.
- Ligustrum micranthum
- Ligustrum morrisonense - Taiwán.
- Ligustrum myrsinites
- Ligustrum nepalense
- Ligustrum novoguineense
- Ligustrum obovatilimbum - China.
- Ligustrum obtusifolium (sin. L. amurense; ligustro japonés caduco) - Este de Asia.
- Ligustrum ovalifolium (ligustro japonés)- Japón.
- Ligustrum pedunculare - China.
- Ligustrum perrottetii
- Ligustrum pricei - Taiwán.
- Ligustrum punctifolium
- Ligustrum quihoui - China.
- Ligustrum retusum - China.
- Ligustrum robustum - China.
- Ligustrum salicinum
- Ligustrum sempervirens - China occidental.
- Ligustrum sinense (ligustro chino) - China, Taiwán.
- Ligustrum stenophyllum
- Ligustrum strongylophyllum - China central
- Ligustrum tamaki+
- Ligustrum tenuipes - China.
- Ligustrum tschonoskii - Japón.
- Ligustrum undulatum
- Ligustrum vulgare (aligustre, alheña, ligustro común, ligustro europeo). Europa, noroeste de África, sudoeste de Asia.
- Ligustrum xingrenense - China.
- Ligustrum yunguiense - China.

En España solo están presentes las siguientes especies: L. lucidum, L. ovalifolium y
L.  vulgare.
En algunas partes del mundo donde no es nativa, algunas especies de ligustro se han hecho invasivas malezas, yendo a áreas silvestres, desplazando a las especies nativas. Es particularmente un problema en Norteamérica, donde no hay especies naturales.

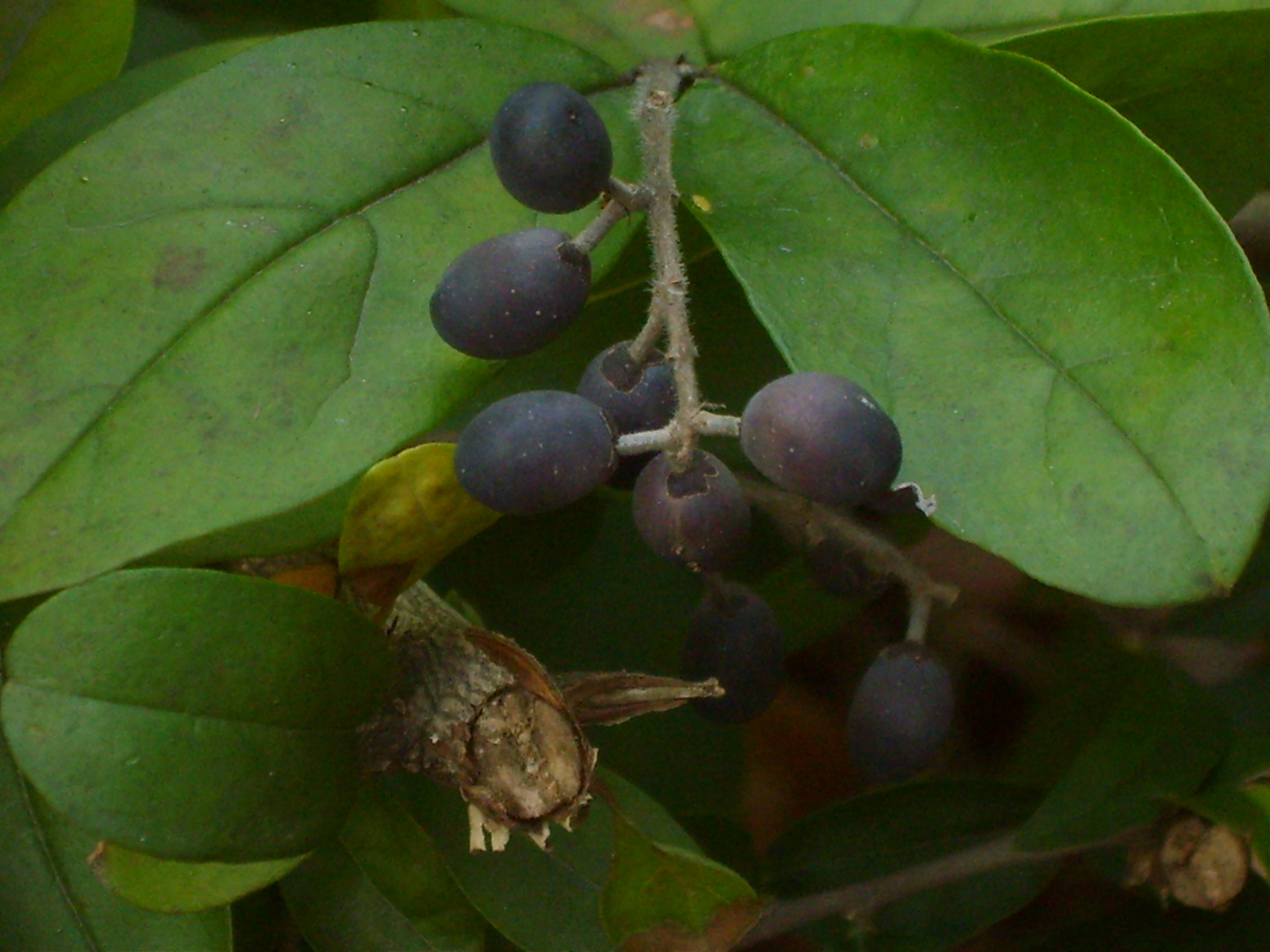
Ligustro caducifolio japonés Ligustrum obtusifolium
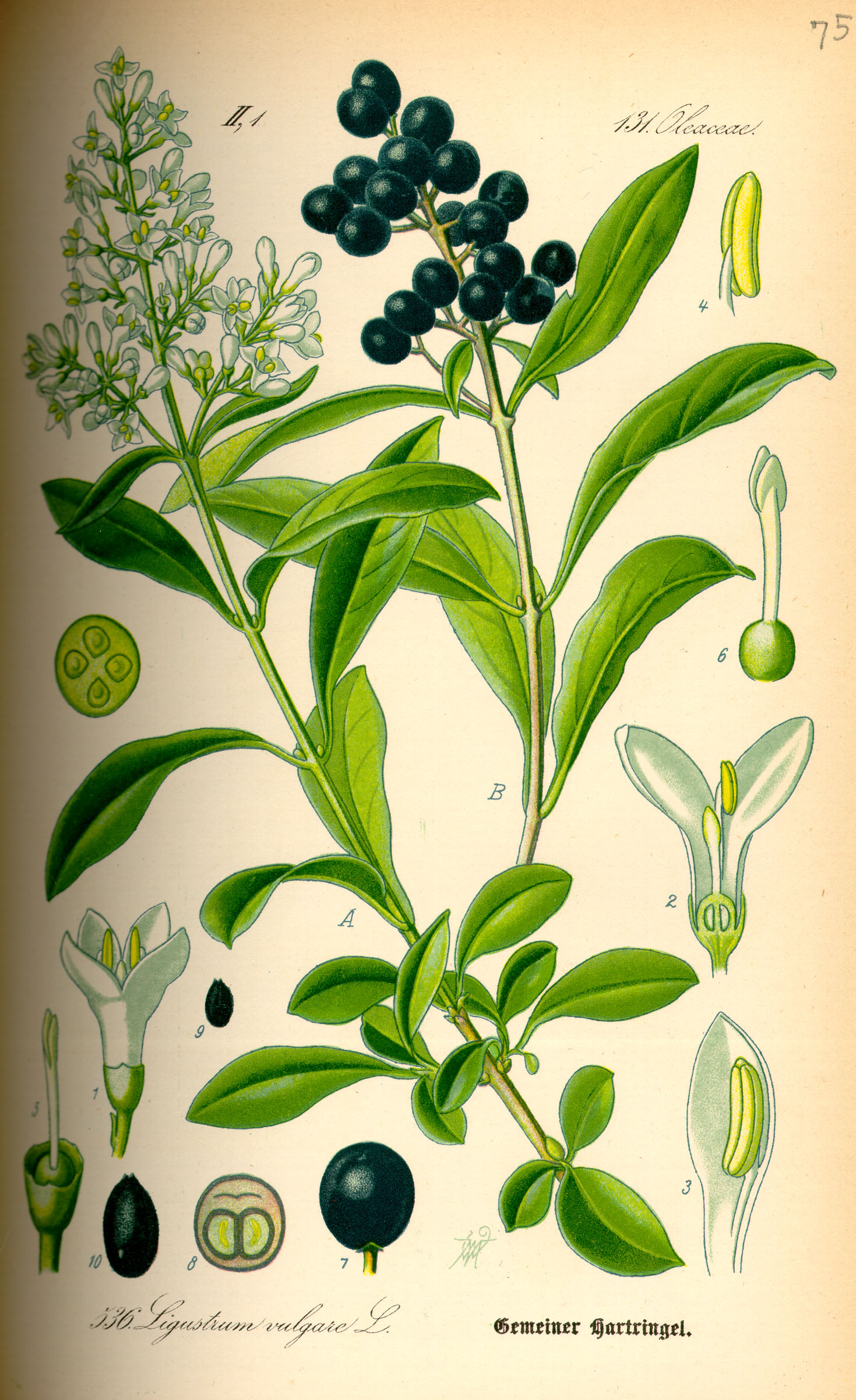
Ligustro europeo Ligustrum vulgare